# Grabovë e Sipërme
Grabovë e Sipërme (sau Grabova; în aromână Greãva, Grabuva) este un sat din Albania locuit de aromâni. Satul este situat în Lenie, o fostă municipalitate care în urma reformei administrative din 2015 a devenit diviziune a municipalității Gramsh.

## Istoric
Grabova a fost inițial un oraș medieval înființat în secolul al X-lea. Aromânii au emigrat sau au părăsit Grabova în câteva ocazii de-a lungul istoriei, dar localitatea nu a fost niciodată părăsită complet. Primul val de depopulare a avut loc în secolul al XVII-lea, când Grabova a împărtășit soarta orașului Moscopole, iar un al doilea val în perioada interbelică, începând cu 1931, când mulți locuitori din Grabova s-au mutat în Elbasan și Lushnjë. În 1933, 15 familii din sat au emigrat în România. Inițial, ele s-au stabilit în Cadrilater, iar după retrocedarea acestuia către Bulgaria, în 1940, au migrat către satul Nisipari din județul Constanța, de unde s-au mutat în orașele din vecinătate, Medgidia, Ovidiu și Constanța. Un alt important val de migrație a început în 1950, când autoritățile comuniste au folosit meșterii din Grabova pentru a construi unități industriale în orașele Korçë, Pogradec, Gramsh, Elbasan și Tirana. Cum Grabove sunt și alte dau satele numite : Nicea ( Niçë ) și Lunca ( Llëngë ) in judetul Pogradec, Albania. 
În secolul al XVIII-lea, în sat a fost ridicată o biserică ortodoxă cu hramul Sfântul Nicolae, declarată monument cultural de categoria I în anul 1984.

## Cele mai răspândite nume din Grabova

### Nume de familie
Bardhi, Buzo, Cyco, Canuti, Nishku, Trushi, Thano, Verushi.

### Prenume masculine
Andoni, Kristo, Dhimo, Theodhor (Dhori), Jani, Jorgji, Llambi, Dhionis, Pandeli, Piro, Spiro, Sotir (Sotiraqi), Themistokli, Thoma, Vangjeli, etc.

### Prenume feminine
Dhimitra, Margarita, Maria, Naunka, Parashqevi, Thomaidha, Violeta (Violta)

## Personalități născute la Grabova
- Kiril al Bulgariei, primul patriarh al patriarhatului restaurat al Bisericii Ortodoxe Bulgare;[6]
- Lika Ianko, pictor bulgar;[7][8]
- Familia Çetiri, pictori de icoane activi în zonele centrale și de sud ale Albaniei;